# Bobby's Bravery
Bobby's Bravery  è un cortometraggio muto del 1917 diretto da Wesley Ruggles.

## Produzione
Il film fu prodotto dalla Vitagraph Company of America.

## Distribuzione
Distribuito dalla Greater Vitagraph (V-L-S-E), il film - un cortometraggio in una bobina - uscì nelle sale cinematografiche statunitensi il 23 settembre 1917.